# Гипотезы Крашена об усвоении языка
Гипотезы входного материала (англ. input hypothesis, также известные как «модель редактора», monitor model) — группа из пяти гипотез усвоения второго языка, которые выдвинул американский психолингвист Стивен Крашен в 1970—1980-х годах. Первоначально «гипотеза входного материала» была лишь одной из пяти гипотез, впервые опубликованной в 1977 году, однако позднее термин стал применяться ко всей группе.
Согласно этим гипотезам, основную роль в усвоении языка играл понимаемый входной материал (comprehensible input, CI), с которым имели дело изучающие язык. Понимание входного материала в виде разговорного и письменного языка рассматривалось как единственный механизм, приводящий к увеличению лингвистической компетенции (en:linguistic competence), а выходной материал (output: результат, выдаваемый изучаемым) считался не имеющим никакого влияния на способности изучающего.
Кроме того, Крашен утверждал, что компетентность в изучении языка (linguistic competence) может быть полноценной только при условии, что язык «приобретён» бессознательно, и что сознательное «изучение» не может служить источником спонтанного производства языкового материала. Наконец, он рассматривал обучение как в сильной степени зависимое от настроения обучаемого (изучающего), то есть затруднённое, если последний испытывает стресс или не хочет изучать язык.
Гипотезы Крашена оказали большое влияние на лингводидактику, в частности, в США, но в то же время подверглись критике ряда исследователей. Два основных замечания состояли в том, что 1) данные гипотезы невозможно проверить экспериментально, и что 2) они допускают некоторое разграничение между понятиями «усвоение» и «обучение», что тоже не очевидно.

## Состав
Крашен выдвинул нижеследующие 5 гипотез:
- «гипотеза входного материала» (input hypothesis): согласно ей, изучающие улучшают своё знание языка, когда они понимают входной языковой материал (language input), который ненамного превышает их текущий уровень. Крашен называл этот входной уровень «i+1», где «i» означало входной языковой материал, а «+1» — следующую ступень усвоения языка.
- «гипотеза обучения-усвоения» (acquisition-learning hypothesis), согласно которой существует чёткая граница между «усвоением» (acquisition) и «изучением» (learning). Первое Крашен рассматривал как чисто бессознательный процесс, а второе — как сознательный, и утверждал, что улучшение владения языком зависит лишь от усвоения, и ни в коем случае не от изучения.
- «гипотеза редактора» (monitor hypothesis): согласно ей, сознательно изученный язык может служить лишь для того, чтобы «редактировать» выдаваемый языковой материал (monitor language output); он едва ли может быть источником спонтанной речи.
- «гипотеза естественного порядка» (natural order hypothesis) утверждает, что язык усваивается в определённом порядке, и что указанный порядок не меняется в зависимости от индивидуальных особенностей изучающих, и на него не влияют явные объяснения преподавателя.
- «гипотеза аффективного фильтра» (affective filter hypothesis), согласно которой способность изучающего усвоить язык ограничена, если тот испытывает негативные эмоции, такие, как страх или стыд, которые и «включают» данный фильтр.

### Частные выводы из гипотезы входного материала
1. Выходной материал (output) не является языковой практикой
Крашен неоднократно подчёркивает, что говорение на изучаемом (втором) языке не приводит к усвоению языка. Хотя говорение может косвенно помочь усвоению языка, способность говорить не является прямой причиной изучения или усвоения языка. Вместо этого результатом усвоения языка является «понимаемый выходной материал» (en:comprehensible output).
2. При наличии достаточного понимаемого входного материала имеет место «формула» i+1 .
Если языковые модели и учителя обеспечивают понимаемый входной материал в достаточной мере, то усваиваемые структуры, которые ученики готовы изучить, будут присутствовать во входном материале. По мнению Крашена, это лучший метод выработки грамматической точности по сравнению с непосредственным преподаванием грамматических правил.[3]
3. Последовательность, в которой язык преподаётся, не основана на естественной последовательности усвоения языка
Вместо этого студенты будут усваивать язык в естественном порядке, получая понятный входной материал.[3]